# Nicolaes de Helt Stockade
Nicolaes de Helt Stockage (1614-1669) est un peintre et graveur du Siècle d'or néerlandais.

## Biographie

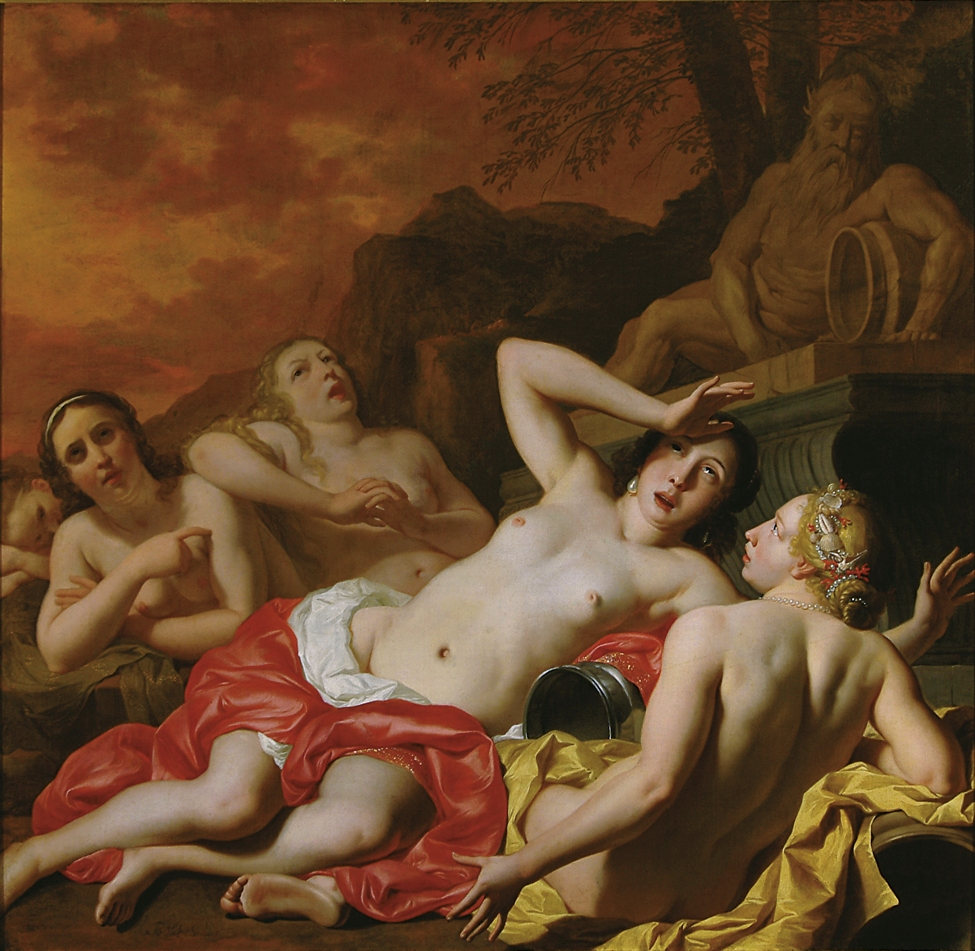
Le Deuil de Phaéton (1650-60).

Selon le Rijksbureau voor Kunsthistorische Documentait, Nicolaes de Helt Stockage nait à Nimègue en 1614. Il vit en Italie, à Rome et à Venise, puis à Paris où il est peintre à la cour de Louis XIII. En 1646 il devient maître compagnon de la Guilde de Saint-Luc d'Anvers. Il retourne ensuite à Paris, puis revient à Nimègue, puis à Amsterdam, où il meurt en 1669. 
Nicolaes de Helt Stockage peint une partie de la décoration de l'hôtel de ville de Nimègue et du palais royal d'Amsterdam.
Selon Houbraken, il est le sujet d'un poème de Joost van den Vondel.